# Manaquí capdaurat
El manaquí capdaurat (Ceratopipra erythrocephala) és un ocell de la família dels píprids (Pipridae).

## Hàbitat i distribució
Habita el sotabosc de la selva pluvial, clars i vegetació secundària de les terres baixes des de l'est de Panamà, Colòmbia, Veneçuela, Trinitat i Guaiana, cap al sud, a través de l'est de l'Equador fins al nord-est del Perú i Brasil amazònic.